# العلاقات الأمريكية القطرية
العلاقات الأمريكية القطرية هي العلاقات الثنائية التي تجمع بين الولايات المتحدة وقطر.

## مقارنة بين البلدين
هذه مقارنة عامة ومرجعية للدولتين:
| وجه المقارنة                                              | الولايات المتحدة                                                                                                  | قطر           |
| --------------------------------------------------------- | --- | ------------- |
| المساحة (كم2)                                             | 9.83 مليون | 11.44 ألف     |
| عدد السكان (نسمة)                                         | 311.58 مليون | 2.64 مليون    |
| الكثافة السكانية (ن./كم²)                                 | 31.7 | 230.77        |
| العاصمة                                                   | واشنطن العاصمة | الدوحة        |
| اللغة الرسمية                                             | لغة إنجليزية | اللغة العربية |
| العملة                                                    | دولار أمريكي | ريال قطري     |
| الناتج المحلي الإجمالي (بليون دولار)                      | 19.39 تريليون | 167.61 مليار  |
| الناتج المحلي الإجمالي (تعادل القوة الشرائية) بليون دولار | 18.04 تريليون | 316.40 مليار  |
| الناتج المحلي الإجمالي الاسمي للفرد دولار أمريكي          | 56.12 ألف | 73.65 ألف     |
| الناتج المحلي الإجمالي للفرد دولار أمريكي                 | 54.63 ألف | 141.54 ألف    |
| مؤشر التنمية البشرية                                      | 0.920 | 0.850         |
| رمز المكالمات الدولي                                      | +1 | +974          |
| رمز الإنترنت                                              | .us، حكومة، .mil، Edu.                                                                                            | .qa           |
| المنطقة الزمنية                                           | توقيت ساموا الأمريكية، توقيت أطلنطي موحد، منطقة زمنية وسطى، توقيت ألاسكا ‏، المنطقة الزمنية الجبلية، توقيت تشامرو ‏ | ت ع م+03:00   |

## منظمات دولية مشتركة
يشترك البلدان في عضوية مجموعة من المنظمات الدولية، منها:
| علم المنظمة | اسم المنظمة                               | تاريخ انضمام الولايات المتحدة | تاريخ انضمام قطر |
| ----------- | ----------------------------------------- | ----------------------------- | ---------------- |
|             | وكالة ضمان الاستثمار متعدد الأطراف        | 12 أبريل 1988                 | 22 أكتوبر 1996   |
|             | الاتحاد الدولي للاتصالات                  | 1 يوليو 1908                  | 27 مارس 1973     |
|             | يونسكو                                    | 4 نوفمبر 1946                 | 27 يناير 1972    |
|             | الأمم المتحدة                             | 24 أكتوبر 1945                | 21 سبتمبر 1971   |
|             | المركز الدولي لتسوية المنازعات الاستشارية | 14 أكتوبر 1966                | 20 يناير 2011    |
|             | البنك الدولي للإنشاء والتعمير             | 27 ديسمبر 1945                | 25 سبتمبر 1972   |
|             | مؤسسة التمويل الدولية                     | 20 يوليو 1956                 | 11 أكتوبر 2008   |
|             | منظمة الشرطة الجنائية الدولية             | ?                             | ?                |
|             | المنظمة الهيدروغرافية الدولية             | ?                             | ?                |
|             | الاتحاد البريدي العالمي                   | ?                             | ?                |
|             | منظمة حظر الأسلحة الكيميائية              | ?                             | ?                |
|             | منظمة التجارة العالمية                    | ?                             | ?                |

## أعلام
هذه قائمة لبعض الشخصيات التي تربطها علاقات بالبلدين:
- حمد بن عبد العزيز الكواري (دبلوماسي قطري، 1948 – )
- دانا سميث (دبلوماسية أمريكية، 1970 – )
- صوفيا الماريا (1983 – )
- وليام ستولتزفوس (دبلوماسي أمريكي، 3 نوفمبر 1924 – 6 سبتمبر 2015)

## وصلات خارجية
- موقع وزارة الخارجية الأمريكية
- موقع وزارة الخارجية القطرية